# Gyeonggi-regio
De Gyeonggi-regio of Sudogwon of Groot-Seoel (Engels: Seoul Metropolitan Area, Koreaans: 수도권) is het grootstedelijk gebied van de provincies Seoel, Incheon en Gyeonggi, gelegen in het noordwesten van Zuid-Korea. Met een bevolking van 25,2 miljoen (in 2025) is het de 9e agglomeratie van de wereld. De oppervlakte bedraagt ongeveer 12.685 km². Het vormt het culturele, commerciële, financiële, industriële en residentiële centrum van Zuid-Korea.
Kern van het metropoolgebied is de hoofdstad Seoel met 9,6 miljoen inwoners. De grote omliggende steden met meer dan een half miljoen inwoners zijn Ansan, Anyang, Bucheon, Goyang, Hwaseong, Incheon, Namyangju, Pyeongtaek, Seongnam, Siheung, Suwon en Yongin.